# 1998 FJ
1998 FJ är en asteroid i huvudbältet som upptäcktes den 18 mars 1998 av den australiensiske astronomen Frank B. Zoltowski i Woomera.
Asteroiden har en diameter på ungefär 2 kilometer.